# Campionato sudamericano femminile di calcio 1995
Il Campionato sudamericano femminile di calcio 1995 (in spagnolo Sudamericano Femenino 1995) si disputò dal 1 al 22 gennaio 1995 a Uberlândia in Brasile. 
Il torneo fu vinto per la seconda volta consecutiva dai padroni di casa del Brasile nella finale contro l'Argentina per 2-0.

## Partecipanti
Le squadre si sfideranno inizialmente in un girone all'italiana dove le prime due classificate si sfideranno in una finale decisiva e la vincitrice si qualificherà automaticamente al Campionato mondiale femminile di calcio 1995 in Svezia. 
| - Brasile - Cile - Argentina - Ecuador - Bolivia |

## Girone iniziale

### Classifica
| Pos. | Squadra   | Pt | G | V | N | P | GF | GS | DR  |
| ---- | --------- | -- | - | - | - | - | -- | -- | --- |
| 1.   | Brasile   | 12 | 4 | 4 | 0 | 0 | 42 | 1  | +41 |
| 2.   | Argentina | 9  | 4 | 3 | 0 | 1 | 18 | 9  | +9  |
| 3.   | Cile      | 4  | 4 | 1 | 1 | 2 | 14 | 9  | +5  |
| 4.   | Ecuador   | 4  | 4 | 1 | 1 | 2 | 9  | 21 | -12 |
| 5.   | Bolivia   | 0  | 4 | 0 | 0 | 4 | 1  | 44 | -43 |

### Risultati
| Arbitro: | Nestor Mondría |

|                                                                                                  |           |  |
| Pretinha ?’, ?’, ?’, ?’ Cenira ?’ Roseli ?’ Michael Jackson ?’, ?’ Sissi ?’, ?’ Russa ?’, ?’, ?’ | Marcatori |  |

| Uberlândia 8 gennaio 1995                                                                                                | Cile      | 11 – 0 | Bolivia | Estádio Parque do Sabiá |
| \| \| \| \| \| Flores ?’, ?’, ?’, ?’ Sánchez ?’, ?’ Astudillo ?’ Cruz ?’ Acevedo ?’ Bravo ?’ Ayala ?’ \| Marcatori \| \| |           |        |         |                         |
| |           |        |         |                         |
| Flores ?’, ?’, ?’, ?’ Sánchez ?’, ?’ Astudillo ?’ Cruz ?’ Acevedo ?’ Bravo ?’ Ayala ?’                                   | Marcatori |        |         |                         |

| Arbitro: | Marco Ernesto Aguas |

|                                                         |           |          |
| Sissi ?’, ?’ Roseli ?’ Cenira ?’ Michael Jackson ?’, ?’ | Marcatori | ?’ Bravo |

| Uberlândia 10 gennaio 1995                                                           | Argentina | 5 – 1     | Ecuador | Estádio Parque do Sabiá |
| \| \| \| \| \| Ochotorena ?’, ?’ Morales ?’, ?’ Arce ?’ \| Marcatori \| ?’ Carmen \| |           |           |         |                         |
|                                                                                      |           |           |         |                         |
| Ochotorena ?’, ?’ Morales ?’, ?’ Arce ?’                                             | Marcatori | ?’ Carmen |         |                         |

| Uberlândia 12 gennaio 1995                                                                                                 | Argentina | 12 – 0 | Bolivia | Estádio Parque do Sabiá |
| \| \| \| \| \| Ochotorena ?’, ?’, ?’, ?’ Villanueva ?’, ?’, ?’ Morales ?’, ?’ Cardoso ?’, ?’ Asperes ?’ \| Marcatori \| \| |           |        |         |                         |
| |           |        |         |                         |
| Ochotorena ?’, ?’, ?’, ?’ Villanueva ?’, ?’, ?’ Morales ?’, ?’ Cardoso ?’, ?’ Asperes ?’                                   | Marcatori |        |         |                         |

| Uberlândia 12 gennaio 1995                                                         | Cile      | 2 – 2                         | Ecuador | Estádio Parque do Sabiá |
| \| \| \| \| \| Bravo ?’ Flores ?’ \| Marcatori \| ?’ Mercedes ?’ (aut.) Fabiola \| |           |                               |         |                         |
|                                                                                    |           |                               |         |                         |
| Bravo ?’ Flores ?’                                                                 | Marcatori | ?’ Mercedes ?’ (aut.) Fabiola |         |                         |

| Arbitro: | Nestor Mondría |

|                                                                               |           |  |
| Sissi 16’, 31’, 57’ (rig.), 83’ (rig.) Roseli 43’ Pretinha 47’, 84’ Elane 64’ | Marcatori |  |

| Uberlândia 14 gennaio 1995                                                          | Ecuador   | 6 – 1    | Bolivia | Estádio Parque do Sabiá |
| \| \| \| \| \| Ramírez ?’, ?’ Vera ?’, ?’, ?’ Carmen ?’ \| Marcatori \| ?’ Duran \| |           |          |         |                         |
|                                                                                     |           |          |         |                         |
| Ramírez ?’, ?’ Vera ?’, ?’, ?’ Carmen ?’                                            | Marcatori | ?’ Duran |         |                         |

| Arbitro: | Luis Olivetto |

| |           |  |
| Roseli ?’, ?’, ?’ Márcia Taffarel ?’ Michael Jackson ?’, ?’ Sissi ?’, ?’, ?’, ?’ Elane ?’ Duda ?’ Bel ?’ Cenira ?’, ?’ | Marcatori |  |

| Uberlândia 18 gennaio 1995                      | Argentina | 1 – 0 referto | Cile | Estádio Parque do Sabiá |
| \| \| \| \| \| Ochotorena ?’ \| Marcatori \| \| |           |               |      |                         |
|                                                 |           |               |      |                         |
| Ochotorena ?’                                   | Marcatori |               |      |                         |

### Finale
| Arbitro: | Nestor Mondría |

|                               |           |  |
| Michael Jackson 4’ Roseli 50’ | Marcatori |  |

## Classifica marcatrici
12 reti
- Sissi

7 reti
- Fabiana Ochotorena
- Michael Jackson
- Roseli

6 reti
- Pretinha

5 reti
- Ingrid Flores

4 reti
- Karina Morales
- Cenira

3 reti
- María Villanueva
- Russa
- María Bravo
- Ana Vera

2 reti
- Cardoso
- Elane
- Sánchez
- Ramírez
- Carmen

1 reti
- Andrea Arce
- Asperes
- Mary Duran
- Bel
- Duda
- Márcia Taffarel
- Fresia Acevedo
- Astudillo
- Ayala
- Cruz
- Mercedes

autoreti
- Fabiola (1, pro Ecuador)